# Дыбовица
Дыбовица (болг. Дъбовица) — село в Болгарии. Находится в Бургасской области, входит в общину Сунгурларе. Население составляет 84 человека.

## Политическая ситуация
Дыбовица подчиняется непосредственно общине и не имеет своего кмета.
Кмет (мэр) общины Сунгурларе — Георги Стефанов Кенов (Движение за права и свободы (ДПС)) по результатам выборов.